# Melanopolia ruficornis
Melanopolia ruficornis är en skalbaggsart som beskrevs av Stefan von Breuning 1955. Melanopolia ruficornis ingår i släktet Melanopolia och familjen långhorningar.
Artens utbredningsområde är Rwanda. Inga underarter finns listade i Catalogue of Life.